# Dmitri Trelewski
Dmitri Woldemarowitsch Trelewski (russisch Дмитрий Вольдемарович Трелевский, englisch Dmitry Trelevski; * 14. November 1983 in Frunse, Kirgisische SSR, Sowjetunion) ist ein kirgisischer Skirennläufer.

## Werdegang
Trelewski nahm von 2005 bis 2013 an allen Weltmeisterschaften teil. Sein bestes Ergebnis war dabei 2007 in Åre ein 45. Platz im Slalom. Bei den Olympischen Winterspielen 2010 in Vancouver war Trelewski neben der Skilangläuferin Olga Reschetkowa einer von zwei Teilnehmern Kirgisistans und der Fahnenträger seines Landes. Er startete im Slalom und im Riesenslalom. Beim Slalom schied Trelewski im ersten Durchgang aus, beim Riesenslalom belegte er nach zwei Durchgängen den 76. Rang.
Am 9. März 2013 nahm Treleski in Kranjska Gora zum bisher einzigen Mal an einem Weltcuprennen teil, er verpasste dabei jedoch die Qualifikation für den zweiten Durchgang.
Bei den Olympischen Winterspielen 2014 in Sotschi war er als einziger Sportler seines Landes nominiert und damit erneut Fahnenträger bei der Eröffnungsfeier. Bei einem Trainingsunfall verletzte sich Trelewski allerdings schwer, so dass er nicht im Wettkampf starten konnte. Für ihn wurde Jewgeni Timofejew als Ersatz nachnominiert.
In den darauffolgenden Jahren startete Trelewski nur noch vereinzelt bei internationalen Rennen. Eine Ausnahme hiervon bildeten die Weltmeisterschaften 2017 in St. Moritz, wobei er dort im Slalom Rang 72 belegte und im Riesenslalom bereits im Qualifikationsrennen ausschied. Zuletzt nahm er im Februar 2023 an den kirgisischen Meisterschaften teil, wo er sich den Vizemeistertitel im Slalom hinter Maxim Gordejew sicherte.

## Erfolge

### Olympische Winterspiele
- Vancouver 2010: 76. Riesenslalom, DNF Slalom
- Sotschi 2014: INJ[2]

### Weltmeisterschaften
- Bormio 2005: DNF Slalom
- Åre 2007: 45. Slalom, 55. Riesenslalom
- Val-d'Isère 2009: 58. Slalom, DNQ Riesenslalom
- Garmisch-Partenkirchen 2011: DNF Riesenslalom, DNQ Slalom
- Schladming 2013: 57. Slalom, DNQ Riesenslalom
- St. Moritz 2017: 72. Slalom, DNQ Riesenslalom

### Weitere Erfolge
- Kirgisischer Vizemeister im Slalom (2023)
- 2 Podestplätze bei FIS-Rennen